# Lohn (Grisões)
Lohn foi uma comuna da Suíça, no Cantão Grisões, com cerca de 52 habitantes. Estendia-se por uma área de 8,14 km², de densidade populacional de 6 hab/km². Confinava com as seguintes comunas: Donat, Mathon, Rongellen, Thusis, Tschappina, Urmein, Zillis-Reischen.
A língua oficial nesta comuna era o Alemão e Romanche.

## História
Em 1 de janeiro de 2021, passou a formar parte da nova comuna de Muntogna da Schons.